# 法制局 (太政官制)
法制局（ほうせいきょく）は、明治時代に日本において正院に置かれた機関。法制の起草修正を所管した。

## 概要
1873年（明治6年）の太政官制の改革（太政官制潤飾）において、正院の下に内史所管の法制課が置かれ、所管事務は「諸律法式礼規則章程条例等ニ関スル事ヲ勘査」することとされた。
1875年（明治8年）7月3日に法制課が廃止され、法制課の事務が内史本課へ合併されるとともに、内史の機能のうち法案の起草、勘査の機能のみを独立させて専門化した機関として法制局が置かれた。同年9月に制定された法制局章程では、法制局は「正院ノ下命ヲ受ケ法制ヲ起草修正スル」ものとされ、正院において新たに起草又は改正する法制を審議起案する（1条）ほか、元老院や省使から正院に献議された法制案の審査も取り扱った（2条）。法制局設置時の職員は、長官1名、法制官10名及び書記10名であり、1876年（明治9年）に追加で主事が置かれた。
初代長官は参議の伊藤博文が任じられ、翌年6月に新たに置かれた主事には井上毅が任じられた。
1880年（明治13年）3月3日の太政官第17号達により調査局とともに廃止され、法制・会計・軍事・内務・司法・外務の六部が置かれた（太政官六部制）。法制局の所管事務は法制部に移管され、さらに翌年には参事院に引き継がれた。

## 歴代長官
長官には、以下の3名が就任した。
- 伊藤博文
- 井上馨
- 寺島宗則